# Ciudad Vieja de Hebrón
La Ciudad Vieja de Hebrón (en árabe: البلدة القديمة الخليل‎) es el centro histórico de la ciudad de Hebrón, en Cisjordania (Palestina). Diversos arqueólogos creen que la antigua Hebrón surgió en un lugar distinto, probablemente en Tel Rumeida, a aproximadamente 200 metros al oeste de la actual Ciudad Vieja, y opinan que se trataba originalmente de una ciudad cananea. La Ciudad Vieja se construyó en el periodo helenístico o romano (aproximadamente entre los siglos III y I a. C.) y se convirtió en el centro de la ciudad de Hebrón durante el califato abasí (que comenzó en el año 750 d. C.).
En 2017, fue reconocida como el tercer lugar con el calificativo de Patrimonio de la Humanidad en el Estado de Palestina.
La Ciudad Vieja creció alrededor de la Tumba de los Patriarcas, el lugar donde la tradición indica que están enterrados los personajes bíblicos Abraham, Sara, Isaac, Rebeca, Jacob y Lea, venerados por judíos, cristianos y musulmanes. La Ciudad Vieja ha sido y sigue siendo un punto de fricción en el conflicto palestino-israelí.

## Historia

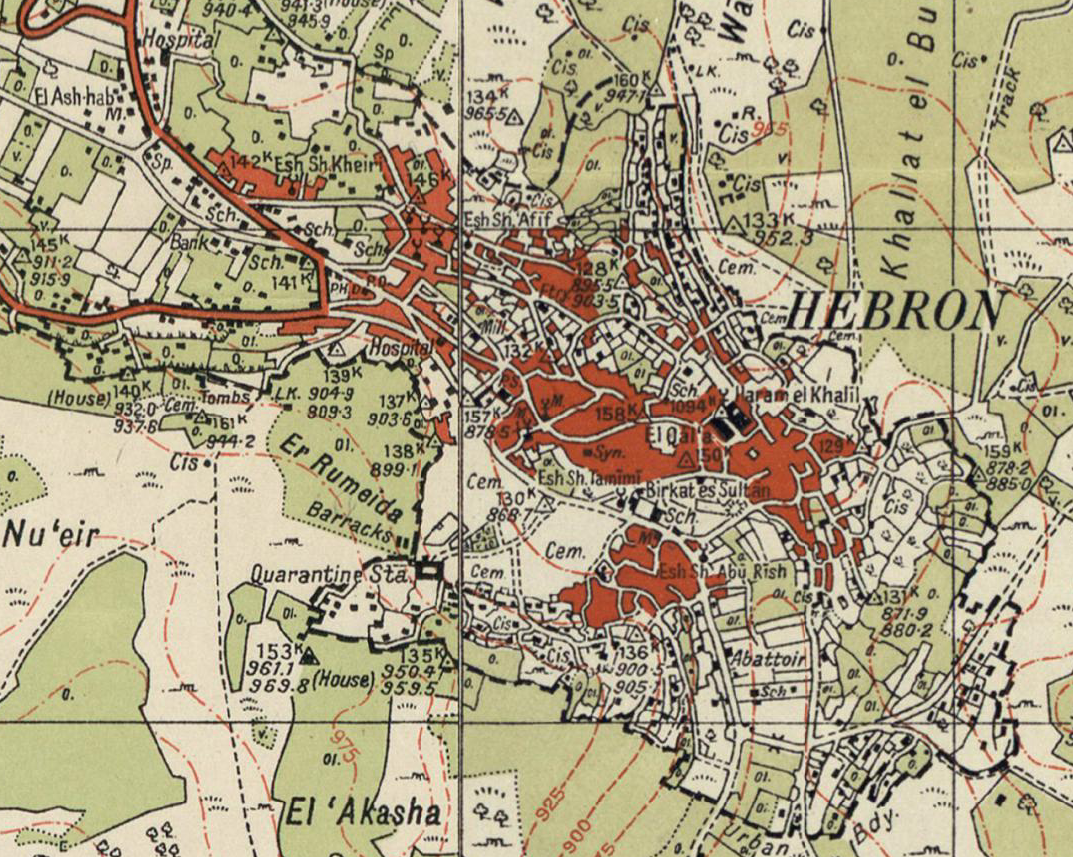
Mapa de la ciudad aparecido en el Estudio de Palestina (años 40).

### Orígenes
La Ciudad Vieja actual se creó en tiempos de la dominación helenística que sucedió a las conquistas de Alejandro Magno o, como muy tarde, durante el periodo de dominio del Imperio Romano. La ciudad se estableció en el valle que queda bajo la colina de Tel Rumeida, considerada el centro de la bíblica Hebrón. La Ciudad Vieja se convirtió en el centro de Hebrón durante el periodo de dominio abasí y comenzó a crecer alrededor de la Tumba de los Patriarcas.

### De la Edad Media alsigloXVIII
La estructura urbana de la Ciudad Vieja de Hebrón data del periodo mameluco (siglo XIII) y ha permanecido en gran parte intacta. La mayoría de los edificios se construyeron durante el periodo otomano (siglo XVIII), aunque aún quedan en pie media docena de edificios de la época mameluca. La Ciudad Vieja está compuesta por una serie de barrios con casas fortificadas que servían como límite de cada zona, con puertas ubicadas al final de las calles principales. Se extiende por una superficie aproximada de 20,6 hectáreas (0,206 km²) y alberga a miles de habitantes.

### sigloXIX
A finales del siglo XIX, el Estudio de Palestina del Fondo para la Exploración de Palestina definía la Ciudad Vieja de Hebrón de la siguiente manera: 
"El lugar se divide en tres secciones distintas: la primera, que incluyeel Haret el Haram (o el Kulah) y Haret Bab er Zawieh, la parte principal con el Haram en el centro; la segunda, Haret esh Sheikh, llamada así por la mezquita del jeque 'Aly Bukka, que se encuentra en ella; y la tercera, Haret el Mesherky, que queda hacia el este, al lado occidental de la carretera principal. La ciudad se extiende a lo largo de tres cuartos de milla [1,20 kilómetros] en paralelo al valle. Las casas están bien construidas con piedra, con tejados planos que presentan cúpulas en el centro. La parte más importante es el recinto del Haram, que destaca sobre los tejados de las casas. La mezquita que se encuentra en ella y la parte superior del gran muro perimetral fueron encalados en 1874 y presentaban una experiencia muy deslumbrante. La ciudad ha crecido desde 1875, por lo que estos barrios están casi conectados, y el barrio de los judíos se ha agrandado especialmente. A los cuatro barrios nombrados anteriormente debe añadírseles otros seis, a saber: Haret el Kezazin, el barrio judío, al noroeste del Haram; Haret Beni Dar, justo al oeste del Haram; Haret el 'Akkabeh y Haret el Kerad, en la colina detrás del Haram; Haret el Muhtcsbin, al sudeste del Haram y del gran estanque; y Haret es Suwakineh, al norte del Haram y al este del barrio judío."

### Ocupación israelí

#### Construcción de asentamientos

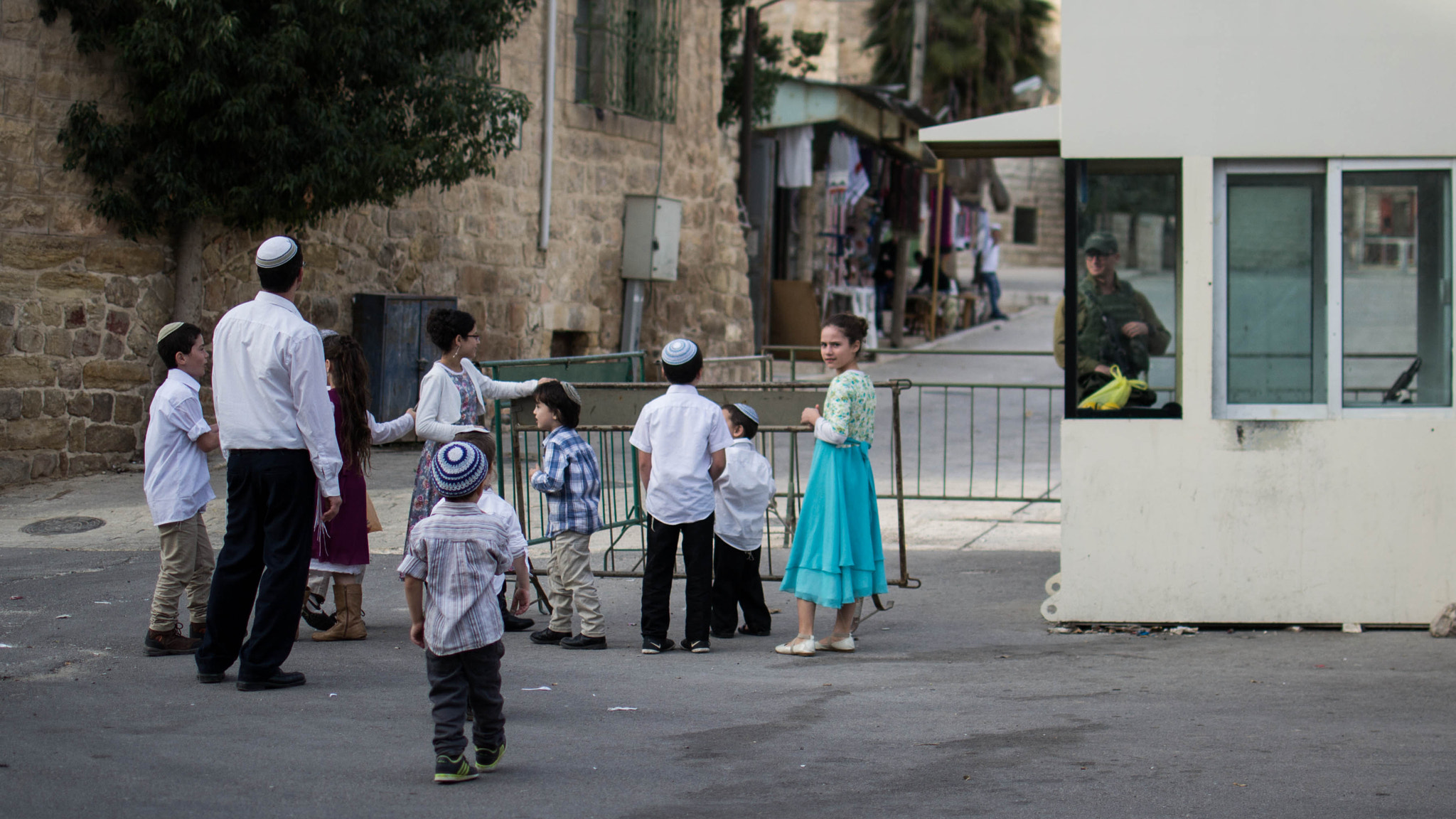
Colonos israelíes junto a un puesto militar en Hebrón.

Tras la victoria israelí en la Guerra de los Seis Días de 1967, el ejército israelí pasó a ocupar militarmente Cisjordania, Jerusalén Este, la Franja de Gaza, los Altos del Golán y la península del Sinaí. Salvo esta última, devuelta a Egipto tras los acuerdos de paz de Camp David en 1978, el resto permanecen a día de hoy ocupadas por Israel. Menos de un año después de la llegada de las tropas israelíes a la ciudad de Hebrón, un grupo de nacionalistas judíos liderados por el rabino Moshe Levinger solicitó y obtuvo permiso del ejército israelí para celebrar la pascua judía en un hotel de la Ciudad Vieja de Hebrón. Armados clandestinamente por el ministro israelí Yigal Alón, poco después de llegar anunciaron su intención de "recuperar la presencia judía en Hebrón". En pocos meses, el gobierno israelí decidió la creación de un barrio judío en la zona. En mayo de 1970, Moshe Dayan y otros altos cargos israelíes acordaron presentar la expropiación de edificios en la Ciudad Vieja de Hebrón como uso militar, pese a que seguían estando ocupados por civiles. Según un dictamen de la Corte Suprema de Israel en 2011, los judíos no tienen ningún derecho a las propiedades que poseían en Hebrón y Tel Rumeida antes de 1948 y tampoco tienen derecho a compensaciones económicas por sus pérdidas.
En 1979, un grupo de colonos liderados por Miriam Levinger se trasladó al Dabouia, el antiguo Hospital Hadassah en el centro de Hebrón, que por entonces se encontraba bajo administración árabe. Lo convirtieron en una cabeza de puente del asentamiento judío en el interior de Hebrón y fundaron el Comité de la Comunidad Judía de Hebrón cerca de la sinagoga Abraham Avinu. La toma del hospital generó importantes conflictos con los tenderos árabes de la zona, quienes apelaron dos veces sin éxito a la Corte Suprema de Israel. Con el precedente de esta decisión judicial, el gobierno israelí legalizó la residencia de judíos en la propia ciudad de Hebrón en febrero de 1980. Este patrón de asentamiento judío inicial seguido del inicio de hostilidades con la comunidad palestina local se repetiría posteriormente en Tel Rumeida. En 1984, un grupo de colonos estableció una colonia ilegal de caravanas en Tel Rumeida y la llamó Ramat Yeshai. En 1998, el gobierno lo reconoció como un asentamiento y en 2001 el ministro de defensa aprobó la construcción de las primeras viviendas.
El barrio Avraham Avinu se estableció junto al mercado mayorista y de vegetales de la calle Al-Shuhada, al sur de la Ciudad Vieja. Como consecuencia de la llegada de los colonos, el ejército israelí cerró el mercado y tanto colonos como soldados ocuparon algunas de las casas vecinas. Los colonos comenzaron a apoderarse de las tiendas palestinas que habían sido cerradas por el ejército, a pesar de las órdenes explícitas de la Corte Suprema de Israel que exigían la evacuación de estas tiendas por parte de los colonos y el retorno de sus legítimos propietarios palestinos.

#### Separación de la Ciudad Vieja

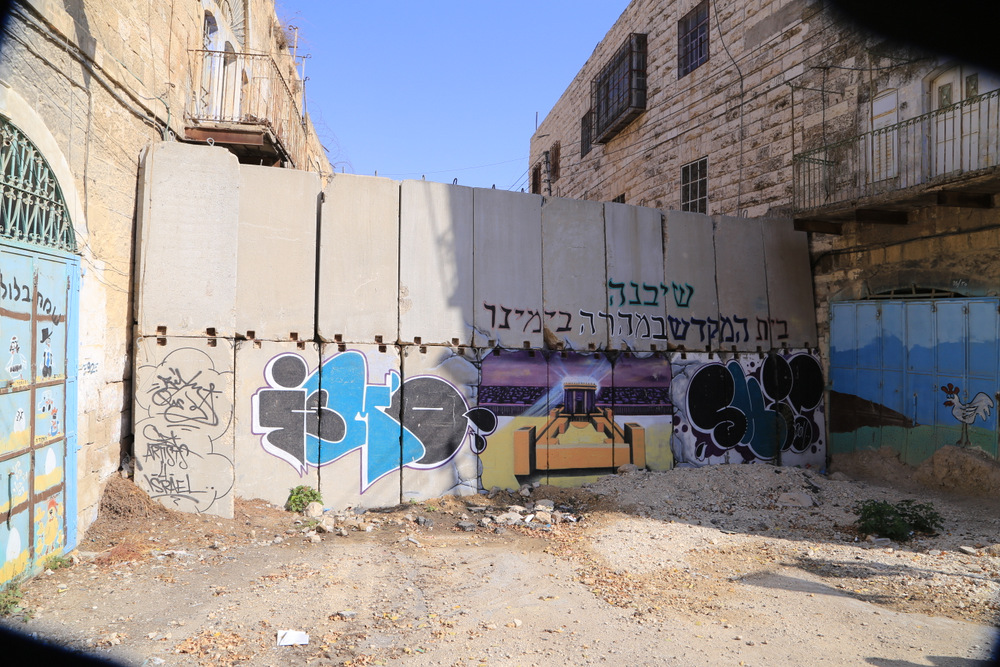
Muro de separación en la Ciudad Vieja de Hebrón.

El Acuerdo de Hebrón de 1997, que forma parte de los Acuerdos de Oslo, ubica la Ciudad Vieja en la conocida como zona H2, en la que Israel mantiene el control militar tal y como lo ha venido haciendo desde 1967. Según un informe de la ONG israelí B'Tselem, la población palestina en la Ciudad Vieja se fue reduciendo enormemente desde comienzos de los años ochenta debido al impacto de las medidas de seguridad israelíes, que incluyen prolongados toques de queda, estrictas restricciones del movimiento y el cierre de toda la actividad comercial palestina en las zonas cercanas a los asentamientos, además del continuo acoso de los colonos. El ejército israelí también prohibió el paso a los palestinos por determinadas calles y tapió puertas y ventanas de aquellas casas palestinas que daban a calles habitadas por colonos judíos. Más de 500 tiendas fueron cerradas por orden del ejército israelí, y otras 1.000 se vieron obligadas a cerrar por la caída de la actividad comercial relacionada con los toques de queda y la despoblación. En el momento más crítico, la Ciudad Vieja había pasado de tener 7.500 habitantes a tan solo 400. El ejército israelí respondió al informe afirmando que "el ejército israelí es bien consciente de que los toques de queda se conciben como medidas drásticas, y no deben establecerse salvo en situaciones en las que son esenciales para proteger las vidas de civiles y soldados (...) Hebrón es la única ciudad palestina en la que israelíes y palestinos viven pared con pared. Debido a esto, y al elevado número de ataques terroristas llevados a cabo contra los residentes israelíes y los soldados del ejército israelí que les protegen, la ciudad supone un complejo desafío en lo tocante a la seguridad." Los esfuerzos del Comité de Rehabilitación de Hebrón, con fondos internacionales, han supuesto el regreso de más de 6.000 palestinos a la Ciudad Vieja para 2015. En 2019, la Presencia Provisional Internacional en Hebrón, una fuerza de observación internacional establecida en la ciudad tras la firma del Acuerdo de Hebrón, fue expulsada de la ciudad por las autoridades israelíes. Poco antes había emitido un informe confidencial en el que denunciaba que Israel viola de manera rutinaria el derecho internacional en Hebrón y que la situación de la ciudad supone una "brecha grave y común" del derecho a la no discriminación establecido en el Pacto Internacional de Derechos Civiles y Políticos, debido a la falta de libertad a movimiento que sufren los habitantes palestinos de Hebrón.
En 2015, un artículo del diario británico The Guardian definía la vida en la Ciudad Vieja de la siguiente manera: "es un lugar tenso y lúgubre de tiendas cerradas y calles desiertas. Autobuses israelíes a prueba de balas llevan y traen colonos hacia y desde Jerusalén, a 45 minutos por carretera. Los vehículos palestinos están prohibidos. La arteria principal, la calle Shuhada, está prohibida para los viandantes palestinos y es patrullada por soldados armados que se refieren a ella como una "calle esterilizada".
Un proyecto de rehabilitación de la Ciudad Vieja de Hebrón ganó el Premio Aga Khan de Arquitectura en 1998.

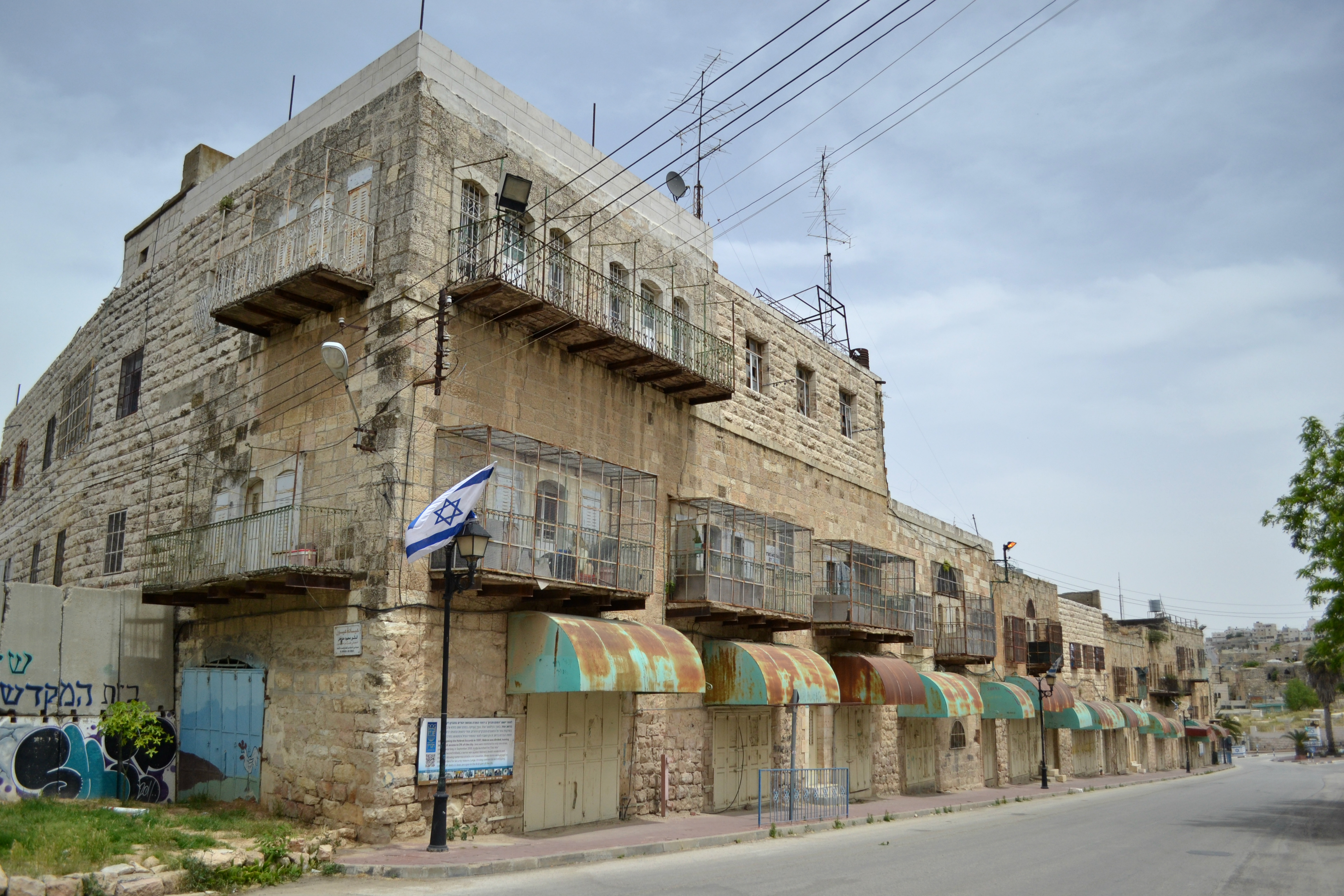
Comercios palestinos cerrados en la calle Shuhada.

En 2017 se convirtió en el tercer Patrimonio de la Humanidad en el Estado de Palestina, y fue inscrita en la lista oficial de Patrimonio de la Humanidad en peligro como "Palestina, Ciudad Vieja de Hebrón/Al-Khalil".

#### Calle al-Shuhada
La calle al-Shuhada es la principal calle que conduce a la Tumba de los Patriarcas, y por ello solía ser la principal arteria comercial de toda la ciudad de Hebrón, no solo por su ubicación cercana a este lugar emblemático, sino por su cercanía a la estación de autobuses y la estación de policía.
El 25 de febrero de 1994, un colono israelí llamado Baruch Goldstein se adentró en la Tumba de los Patriarcas y asesinó a tiros a 29 fieles palestinos que estaban rezando en ese momento, dejando además un saldo de 125 heridos. Tras las protestas que tuvieron lugar como consecuencia de la masacre, las autoridades israelíes decidieron cerrar la calle al-Shuhada al tráfico de personas y vehículos palestinos, permaneciendo abierta tan solo para judíos con el término militar de "calle esterilizada".

## Lugares de interés

### Lugares de culto
- Tumba de los Patriarcas, incluida la mezquita Al-Jawali, la mezquita de Uthman ibn Affan y el hospicio de Ibrahim.
- La mezquita de Sheikh Ali al-Bakka.
- La mezquita de Qazzazin.
- La sinagoga Avraham Avinu.

### Museos
- Museo de la Ciudad Vieja de Hebrón

## Distritos y subdistritos

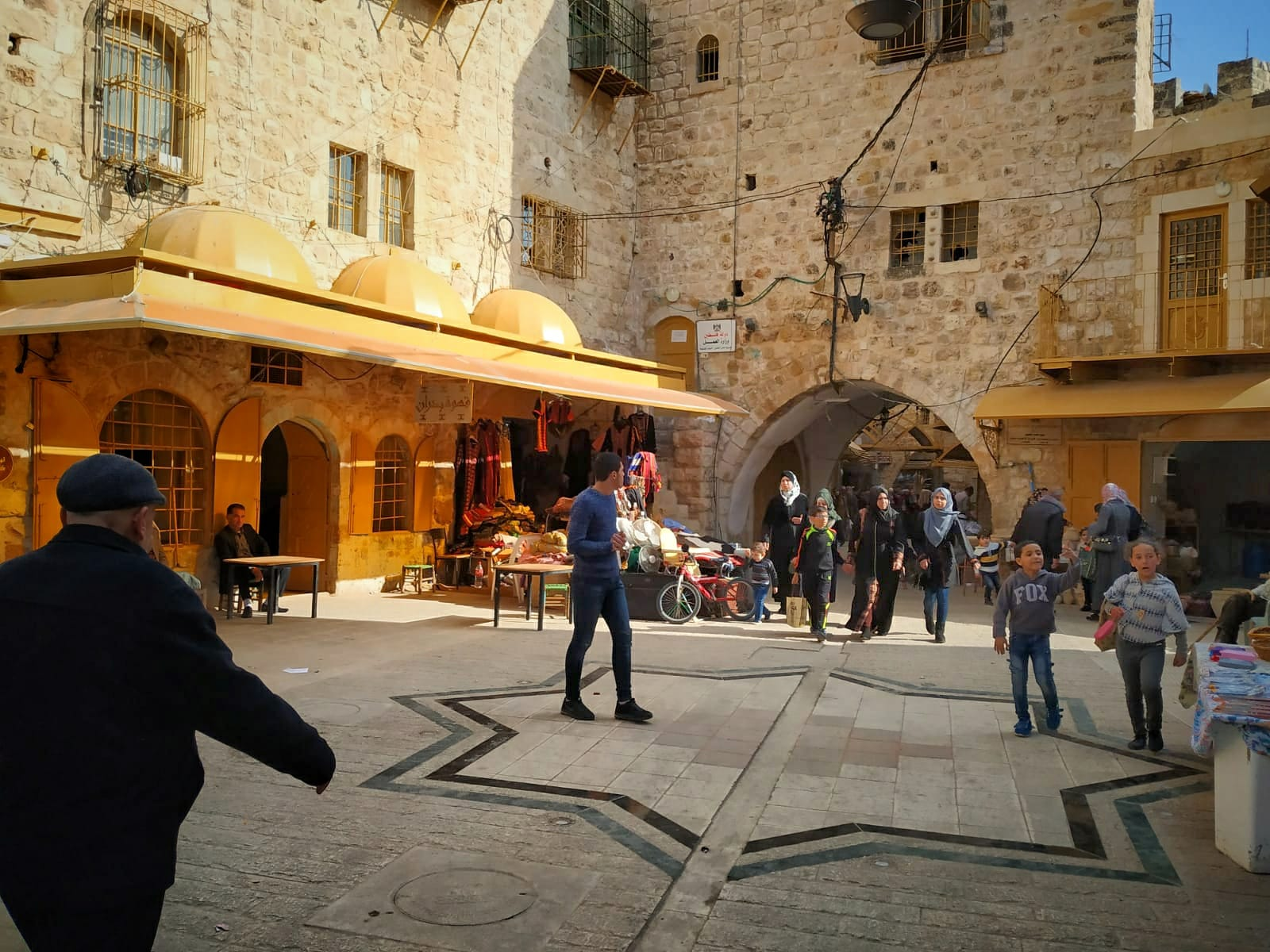
Zoco en la Ciudad Vieja de Hebrón (2018).

Al final del siglo XIX, la Ciudad Vieja fue descrita con nueve barrios:
- Barrio de Sheikh 'Aly Bakka (en árabe: حارة الشيخ علي البكا‎).
- Barrio de la Zawiya (en árabe: حارة باب الزاوية‎).
- Barrio de los cristaleros (en árabe: حارة القزازين‎) (véase vidrio de Hebrón).
- Barrio de El Akkabeh (barrio del ascenso) (en árabe: حارة العقّابة‎).
- Barrio del Haram (en árabe: حارة الحرم‎).
- Barrio de Muheisin (nombre de una familia).
- Barrio del algodón (en árabe: حارة قيطون‎).
- Barrio oriental (en árabe: حارة المشارقة‎).
- Barrio nuevo (en árabe: حارة الجديد‎).

En la periferia de la Ciudad Vieja se han establecido en las últimas décadas tres pequeños asentamientos israelíes: Beit Hadassah, Beit Romano y Avraham Avinu, de los cuales se ha dicho que forman un "barrio judío vagamente contiguo". Todos los asentamientos israelíes son ilegales según el derecho internacional, dado que el Cuarto Convenio de Ginebra expresa explícitamente que "la Potencia ocupante no podrá efectuar la evacuación o el traslado de una parte de la propia población civil al territorio por ella ocupado". A finales del siglo XIX había una zona judía en el barrio de los cristaleros.

## Unesco y Patrimonio de la Humanidad

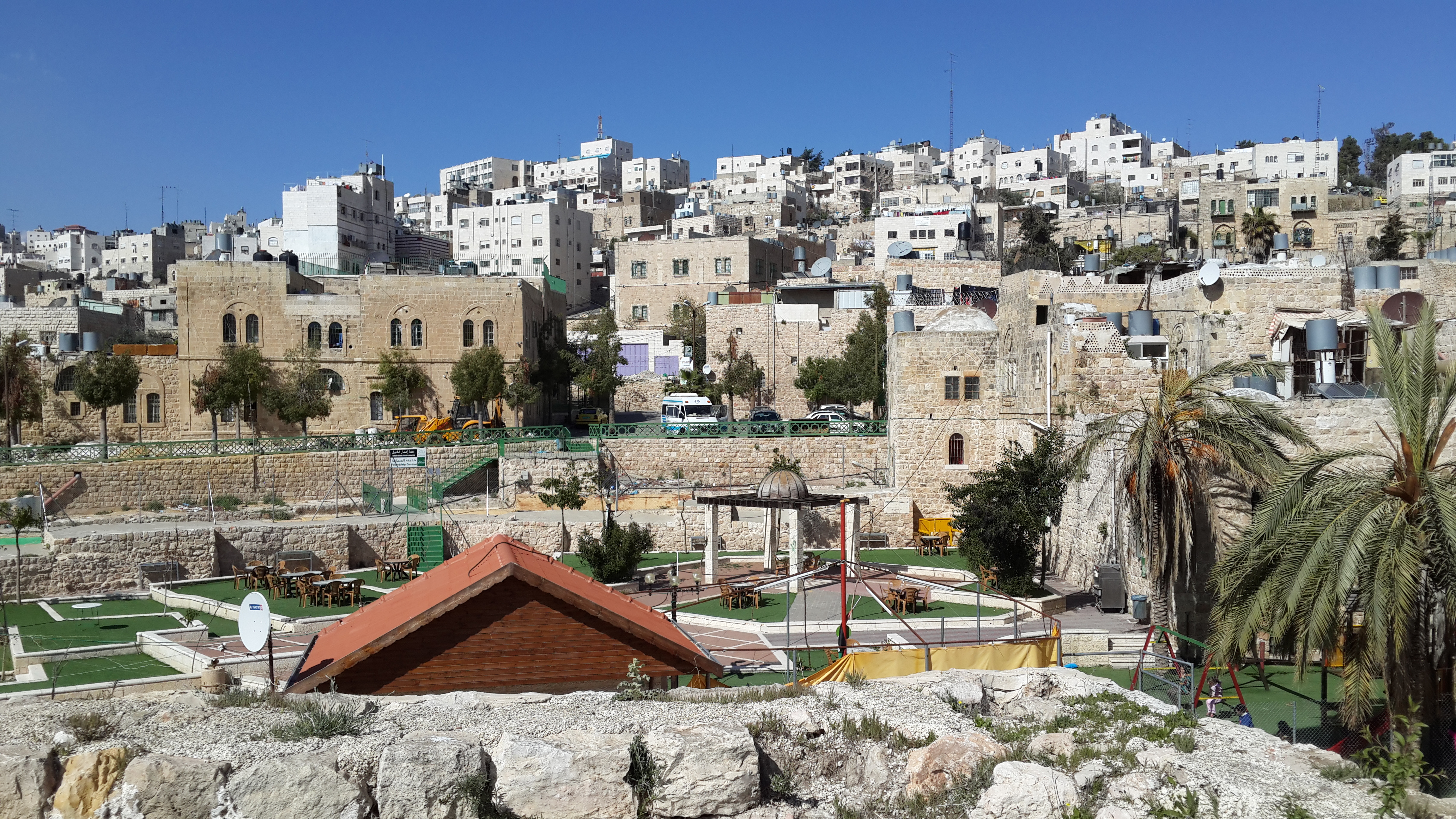
Plaza en la Ciudad Vieja de Hebrón (2015).

Unesco aceptó a Palestina como Estado miembro de pleno derecho en 2011, año desde el cual Estados Unidos ha dejado de financiar a esta agencia de la ONU. La administración Obama citó una ley ya existente que prohibía la financiación de cualquier agencia de la ONU que concediese categoría de miembro de pleno derecho a Estados no reconocidos por los Estados Unidos. Esta ley había entrado en vigor cuando Palestina realizó su solicitud de ingreso en la Unesco y en la Organización Mundial de la Salud en abril de 1989. Los Estados Unidos e Israel fueron dos de los 14 Estados miembro que votaron en contra de la admisión de Palestina en 2011, de un total de 194 votos.
Palestina envió el resumen ejecutivo, el texto para la nominación, los anexos y los mapas al Centro de Gestión del Patrimonio de la Humanidad el 30 de enero de 2017 y solicitó su toma de consideración el 21 de mayo de 2017. El Consejo Internacional de Monumentos y Sitios (ICOMOS) trató entonces de acceder a la Ciudad Vieja de Hebrón, pero Israel le negó la entrada porque “a nivel estratégico y de principios, el Estado de Israel no participará ni legitimará cualquier movimiento político palestino con tinte de cultura y patrimonio”.
Con respecto al informe del ICOMOS, el diario israelí The Jerusalem Post escribió que "(...) la asociación de Hebrón con las sociedades judías y cristianas tempranas recibe poco reconocimiento, y Tel Rumeida [una parte de la bíblica Hebrón] y otros sitios quedan fuera de los límites," y que "la Autoridad Nacional Palestina lo habría hecho mejor abarcando un mayor margen de tiempo y una mayor área geográfica de la ciudad, lo que podría haber hablado de su importancia en el desarrollo de las tres religiones monoteístas desde aproximadamente 2.200 a.C.". La profesora y escritora Lynn Meskell compara las negociaciones para nombrar a Hebrón como Patrimonio de la Humanidad con el caso de Battir y destaca que Palestina ha documentado actos de vandalismo y otros ataques contra el lugar, y que los palestinos pidieron a la secretaría que incluyese a la Ciudad Vieja de Hebrón en la lista de lugares Patrimonio de la Humanidad en peligro para asegurar que se salvaguarden los estándares internacionales de conservación.

## Galería

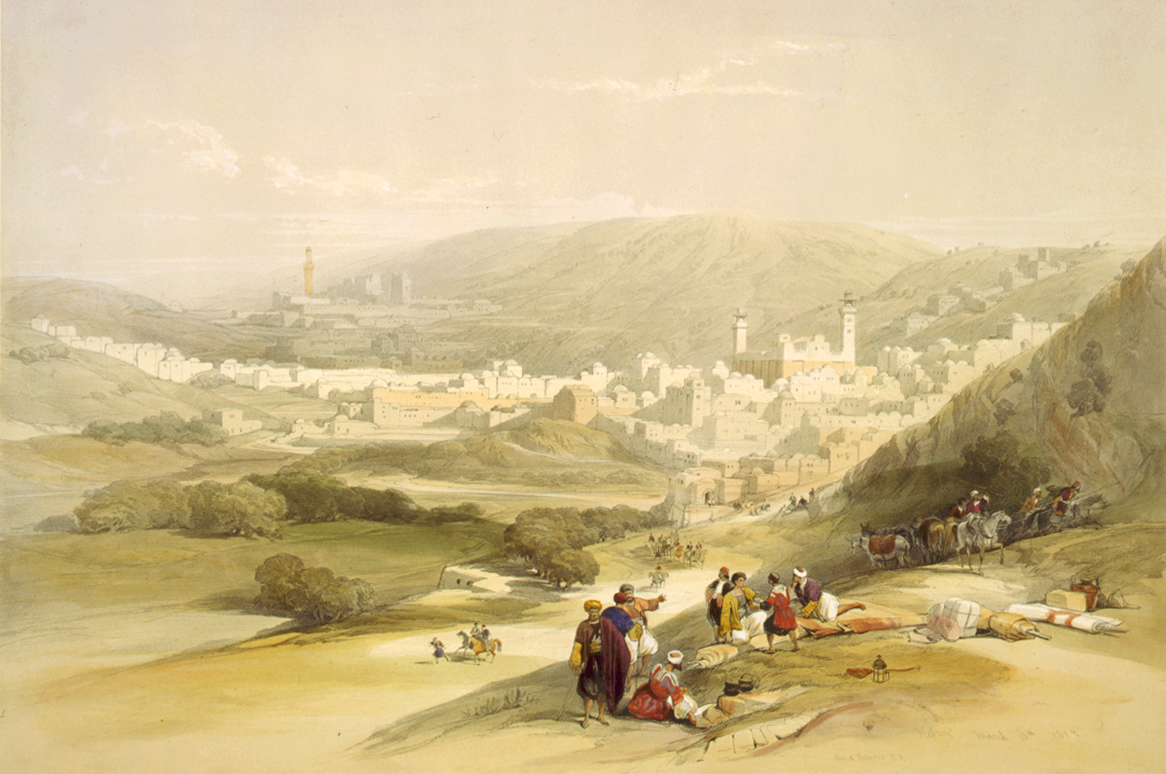
Imagen de 1839 del libro Tierra Santa, Siria, Idumea, Arabia, Egipto y Nubia, de David Roberts.
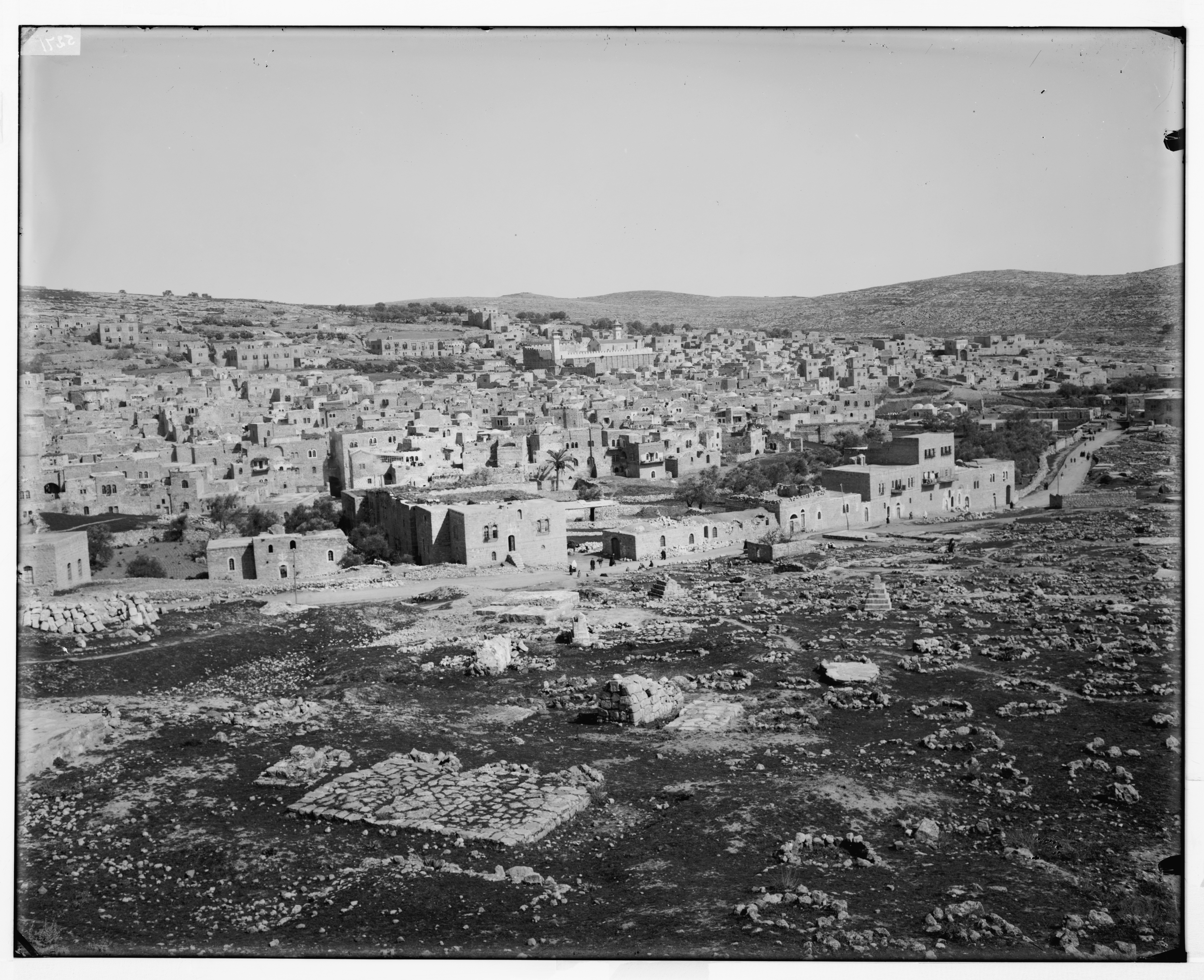
Ciudad Vieja de Hebrón cerca de 1910.
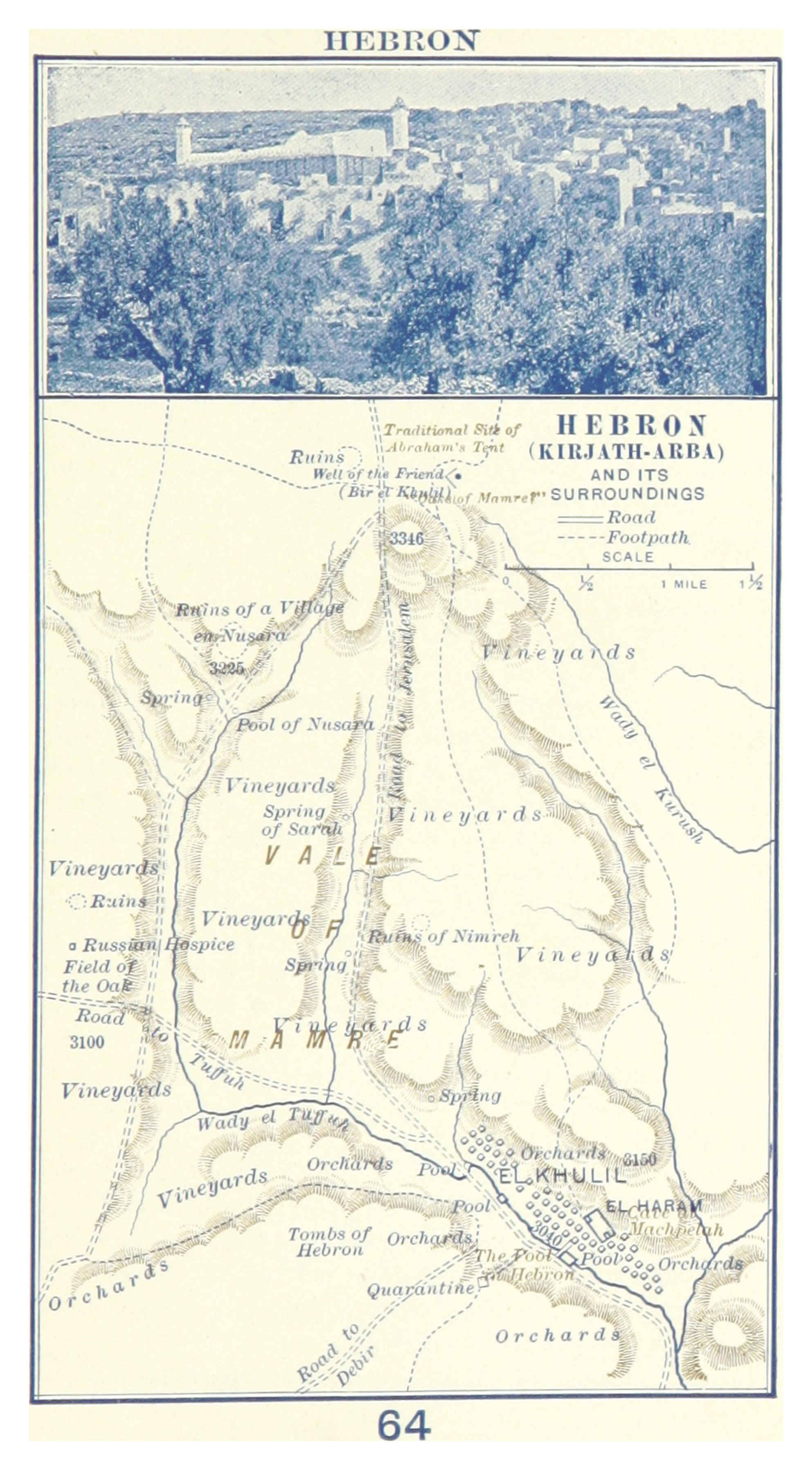
Mapa e ilustración de 1899 de Townsend Maccoun.
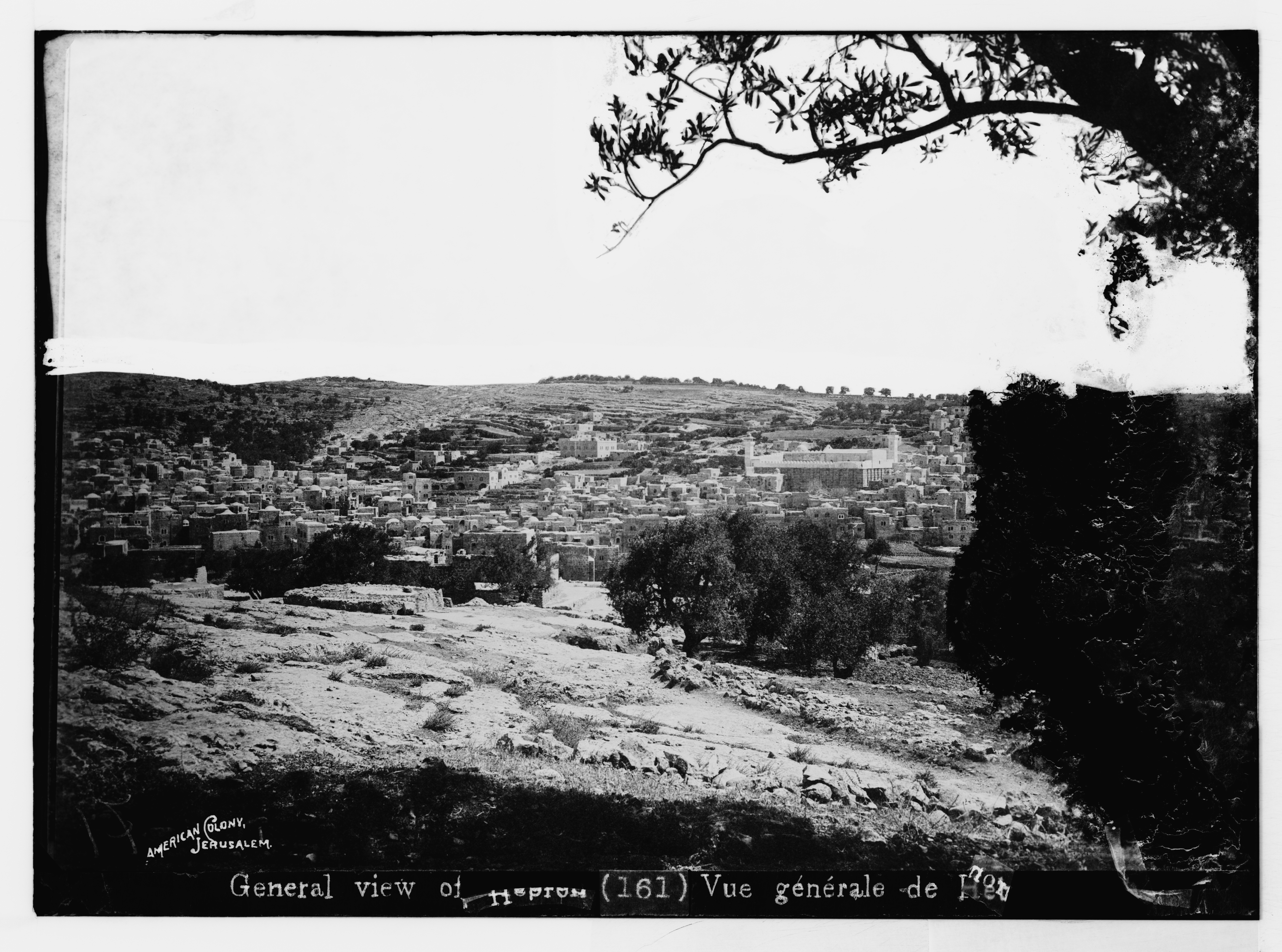
Ciudad Vieja de Hebrón a comienzos del siglo XX.
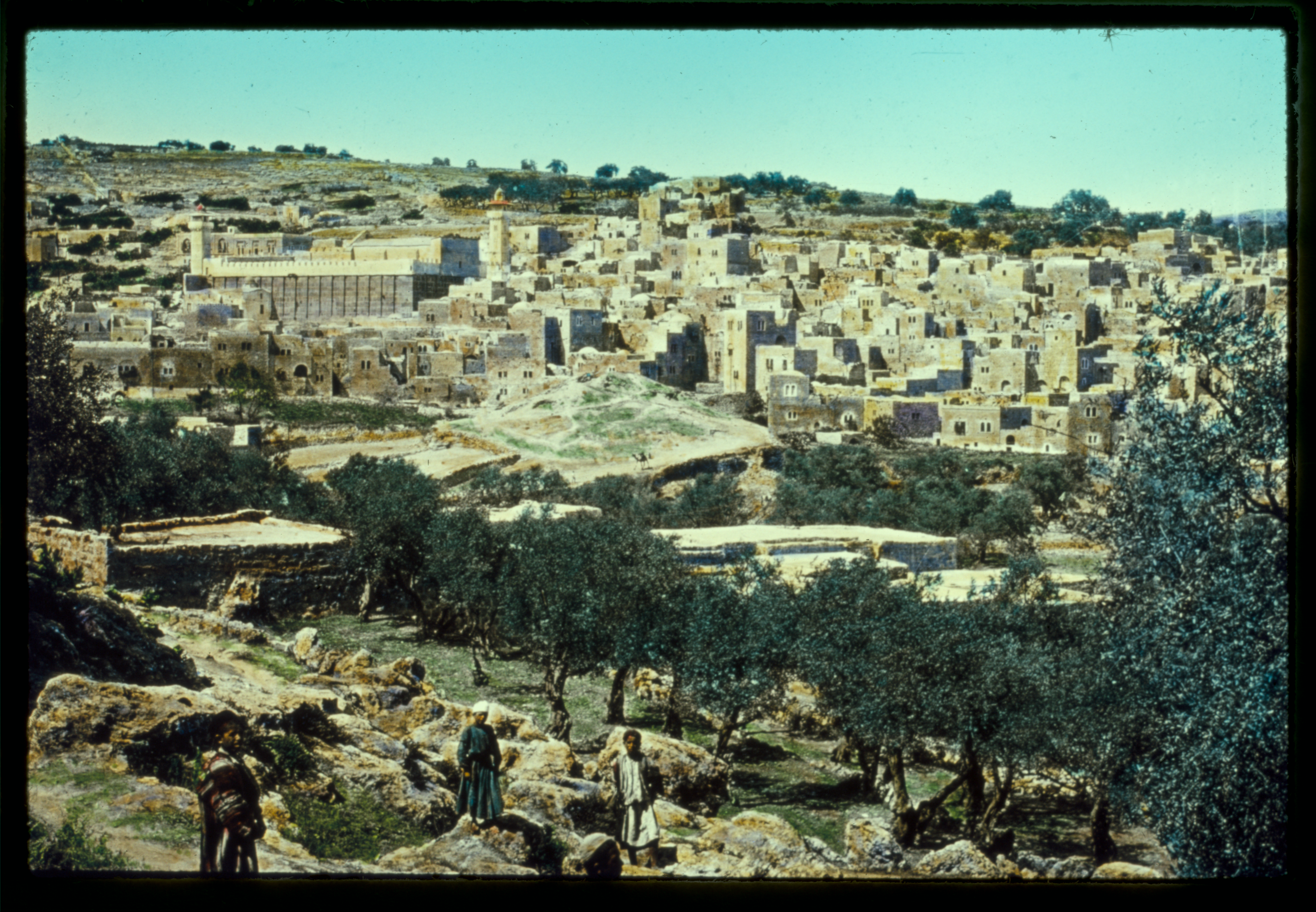
Foto coloreada de comienzos del siglo XX.
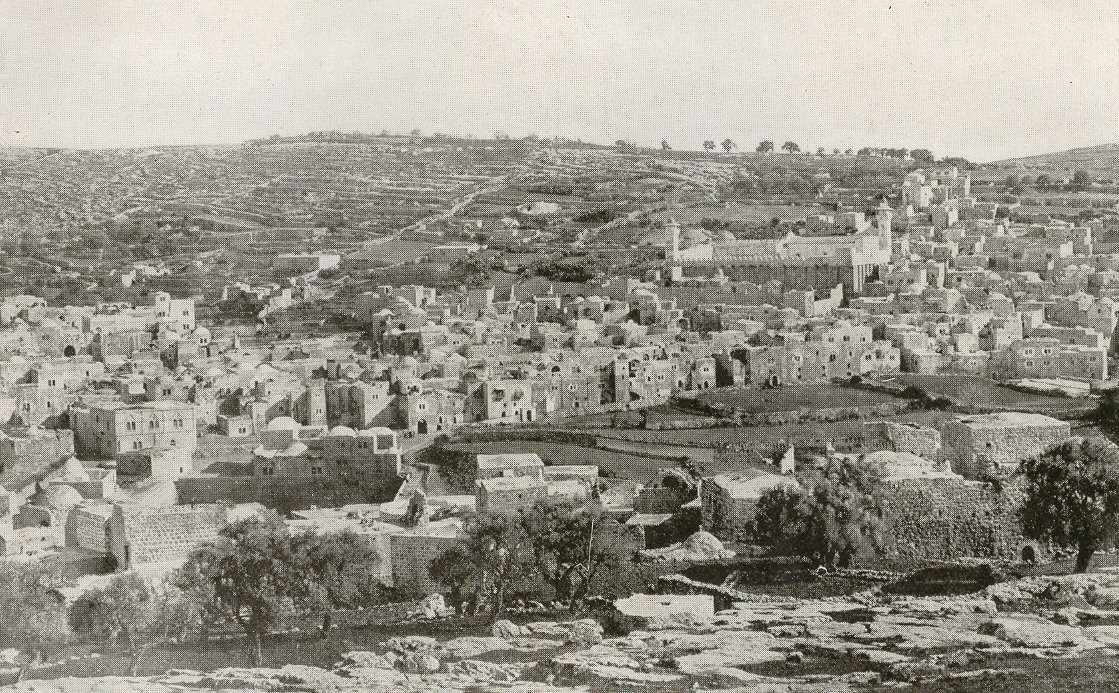
Ciudad Vieja de Hebrón en 1910.
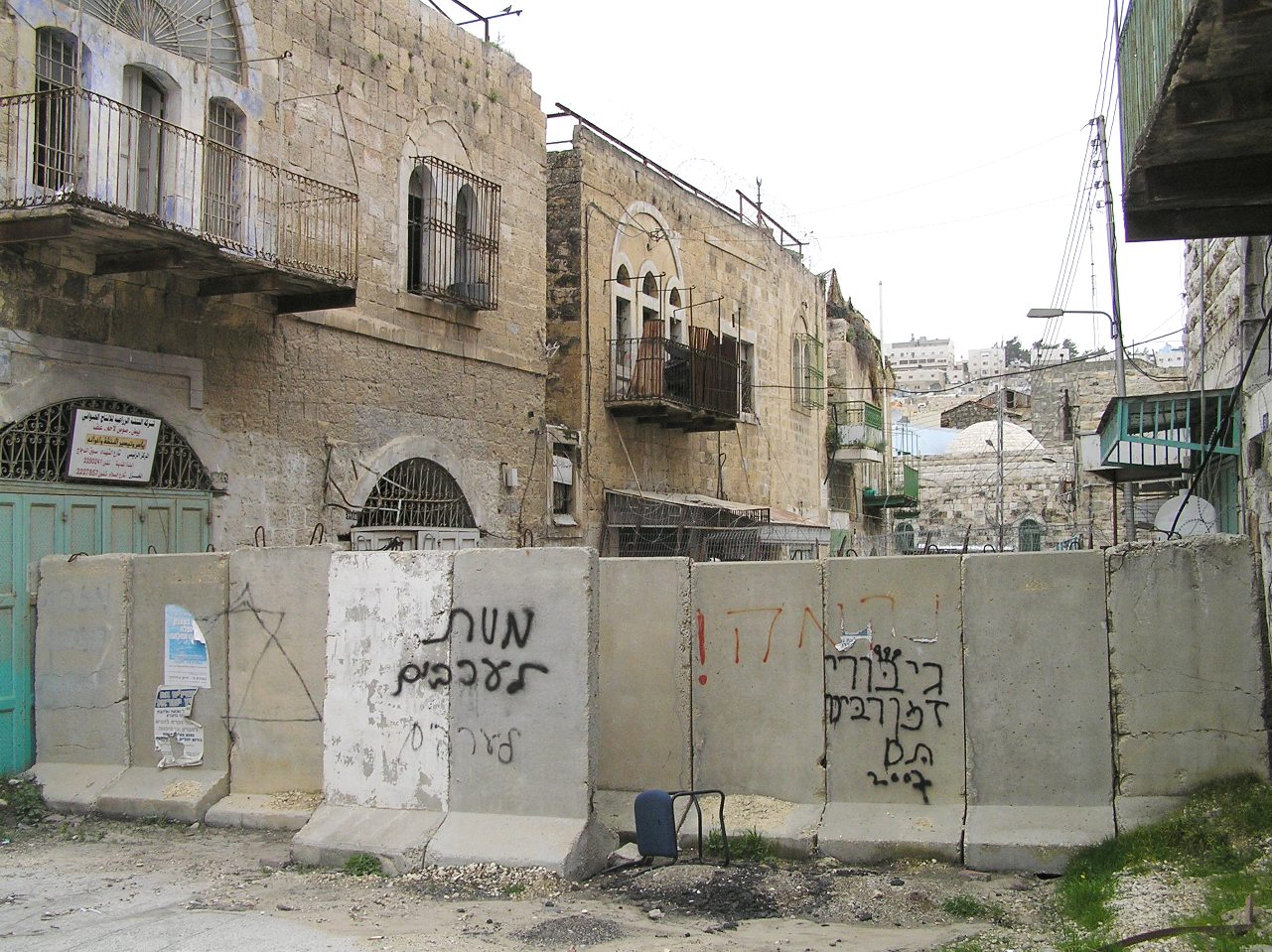
Barrera israelí que divide en secciones la Ciudad Vieja de Hebrón.
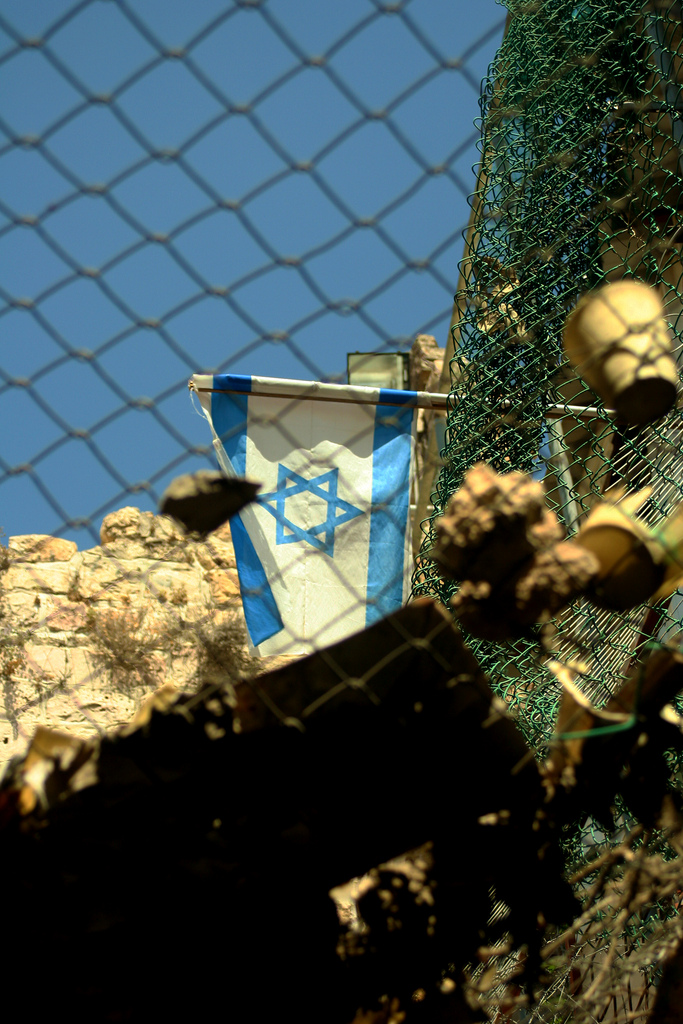
Red instalada en la Ciudad Vieja para impedir que la basura arrojada por los colonos israelíes caiga sobre los viandantes de una zona palestina.